# 6,6'-二溴靛蓝
6,6'-二溴靛蓝是一种有机化合物，化学式为(BrC6H3C(O)CNH)2，它是深紫色固体，是骨螺紫的成分。它可由骨螺科软体动物产生。

## 合成
它最初由保罗·弗里特兰德在1909年发现，合成的最早文献出自于1914年，但并未商业化。在2010年，实验室的高效合成法被报道，即以1,4-二溴苯为原料，经乙酰氯-氯化铝转化为2,4-二溴苯乙酮后，经多步反应得到6-溴-N,O-二乙酰基吲哚-3-酚后，经克莱森缩合得到6,6'-二溴靛蓝。